# Houghton Regis
Houghton Regis est un village d'Angleterre situé dans le Central Bedfordshire. La paroisse civile d'Houghton Regis comprend aussi les hameaux de Bidwell, Thorn et Sewell.
Avec les localités voisines de Dunstable et Luton, Houghton Regis forme la zone urbaine Luton/Dunstable (en), une conurbation de plus de 250 000 habitants.